# Supervisor municipal
Un supervisor municipal (del inglés: Town Supervisor) es una posición legislativa de los pueblos del estado de Nueva York. Los supervisores ejercen su cargo en los ayuntamientos de los pueblos, dónde aparte de ejercer su cargo, se hacen las reuniones relacionadas con las políticas municipales.
Los pueblos pueden adoptar leyes locales que les permite tener una rama ejecutiva del gobierno, de la Legislatura Estatal de Nueva York. Por lo que algunos supervisores, tienen más autoridad con poderes ejecutivos, mientras que otros pueblos solamente tienen presidentes ejecutivos o gerentes que ejercen el cargo como una rama ejecutiva, permitiendo que el supervisor use su cargo en la rama legislativa.